# 빙겐암라인

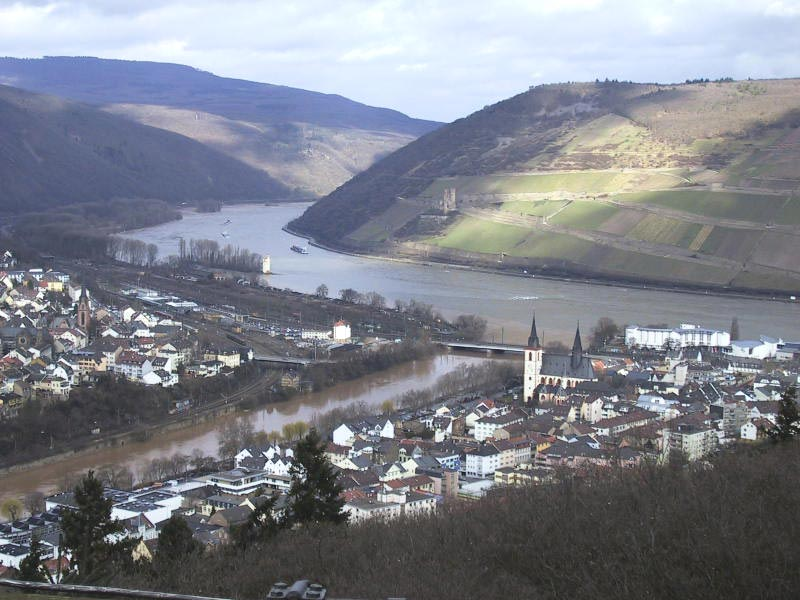

빙겐 암 라인(독일어: Bingen am Rhein)은 독일 라인란트팔츠 주 마인츠빙겐 군의 도시이다. 라인강을 앞에 두고 만곡부에 자리잡고 있다. 인구는 2018년 기준 25,659명이다.